# Claude Deruet

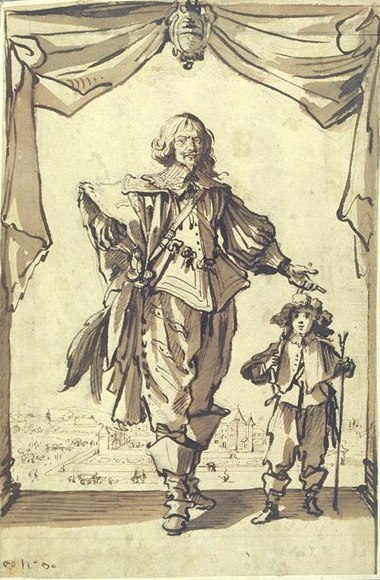
Retrato de Claude Deruet acompañado de su hijo Henri-Nicolas.

Claude Deruet (Nancy, 1588-Nancy, 1660) fue un pintor francés. Trabajó para la corte del duque de Lorena. De estilo manierista, se han conservado pocas obras suyas, destacando las series alegóricas Los cuatro elementos (Museo de Bellas Artes de Orléans). En su taller trabajó Claude Lorrain (1625-1627), con el que decoró la iglesia de los Carmelitas de Nancy.